# Fred Taylor (cestista 1924)
Frederick Rankin Taylor, detto Fred (Zanesville, 3 dicembre 1924 – Hilliard, 6 gennaio 2002), è stato un cestista, giocatore di baseball e allenatore di pallacanestro statunitense, membro del Naismith Memorial Basketball Hall of Fame dal 1986 come allenatore.

## Carriera

### NCAA
Frequentò la Ohio State University con cui vinse il titolo della Big Ten nel 1950, e dove fu All-American nel baseball.

### Baseball
Giocò per tre stagioni come prima base nella MLB per i Washington Senators dal 1950 al 1952. Giocò nelle leghe minori fino al 1953, quando si ritirò dal baseball.

### Allenatore
Cominciò la sua carriera da capo allenatore nella NCAA alla Ohio State University, dopo un anno passato come vice-allenatore.
Sotto la sua guida i Buckeyes divennero una squadra di vertice a livello universitario, vincendo il titolo NCAA nel 1960. Sotto di lui, in quel periodo, giocarono futuri professionisti come Jerry Lucas, John Havlicek, Larry Siegfried, Mel Nowell e Joe Roberts e un futuro membro della Naismith Memorial Basketball Hall of Fame come allenatore, Bob Knight.
Dopo il titolo nel 1960, vinto in finale contro California, Ohio State raggiunse la finale anche nei due anni successivi, perdendo però in entrambe le occasioni contro Cincinnati.
Taylor vinse l'Henry Iba Award nel 1961 e nel 1962.
Si dimise nel 1976, dopo una brutta stagione, finita con 6 vittorie e 20 sconfitte.
In totale, in 18 stagioni alla guida di Ohio State, ebbe un record di 297-158 vincendo sette titoli della Big Ten.

## Palmarès

### Pallacanestro
Allenatore
- Campione NCAA (1960)
- Henry Iba Award (1961, 1962)